# Església de San Pedro de Vilanova de Dozón
San Pedro de Vilanova de Dozón és una església romànica situada al municipi de Dozón, a la província de Pontevedra, a Galícia. Es troba en prou bon estat de conservació. La fundà dona Guntrodo Suárez al 1154 com a monestir de monges benedictines, i es feu església dependent de San Paio de Antealtares al 1499.

## Història
Per una còpia del segle xviii que conté un trasllat del 1267 coneixem l'acta fundacional d'aquest monestir. Tot i que al document s'assenyala com a data fundacional desembre del 1124, es creu que es tracta d'un error de transcripció del text i que la data real de la fundació fou el 1154, any en què tots els personatges que participaren en l'esdeveniment estan documentats. Així, es pot dir que dona Guntrodo Suárez, vídua de Paio Martínez, fundà un monestir dedicat a sant Pere al llogaret de Vilanova, a la vora del riu Dozón. A més a més, una inscripció que se'n conserva a l'absis també assenyala aquesta data.
Gràcies al treball de recerca de Duro Peña en coneixem la llista d'abadesses.
Les donacions al monestir foren considerables des del segle xii. Llegint els documents conservats es pot apreciar una certa dependència d'aquesta comunitat respecte al Monestir de Santa Maria de Oseira.
La darrera abadessa en fou Isabel d'Ulloa, ja que a partir del 1499 la comunitat s'integrà (com molts dels monestirs i convents femenins gallecs) en la comunitat de San Paio de Antealtares.

### Donacions reials
El 1173 Ferran II concedí al monestir el privilegi de couto, privilegi confirmat per Alfons X de Castella i per Sanç IV de Castella el 1286, rei que també li concedeix una exempció al 1291.
Tots aquests privilegis els confirmà Ferran IV de Castella i Pere I de Castella.

## Descripció
De planta única, conté una absis semicircular i tres façanes. La nau es cobreix de fusta recolzada sobre 5 parells de mènsules. Molts detalls artístics relacionen aquest edifici amb el Monestir d'Oseira.
El conjunt és posterior a la seua inscripció, i el podem situar a l'últim terç del segle xii.

### Exterior
- Façana occidental: de cos rectangular en alçada i flanquejada per dos contraforts. La porta és d'arc apuntat i arquivoltes que recolzen en capitells amb motius vegetals i un parell de columnes de fust monolític.
- Façana meridional: el mur meridional es divideix en quatre llenços dividits per cinc contraforts de secció rectangular. En el segon s'obri una porta d'arc apuntat i arquivolta. En el timpà apuntat hi ha una creu sobre un disc.
- Façana septentrional: es compon de dos llenços separats per contraforts i un cos ressaltat en què s'obri una porta. La porta és d'arc apuntat amb dues arquivoltes recolzades en un parell de columnes amb capitells, i fusts monolítics. Al centre del timpà apuntat es representa una creu amb tres flors.
- Absis: s'uneix a la nau per un tram recte enquadrat a l'extrem oriental per un contrafort. La part semicircular es compon de cinc llenços dividits per quatre columnes. En el tram recte septentrional un arc de mig punt mig soterrat pot correspondre a un antic enterrament.

### Interior
Les finestres i espitlleres dels murs laterals s'obrin per dins en arc semicircular.
Al mur occidental sobre la porta hi ha un arc de mig punt. La porta del mur meridional es troba cegada.
El presbiteri és més alt que la nau i s'hi accedeix per un arc triomfal lleument apuntat. Presenta un segon arc de bressol. Els capitells tenen decoracions vegetals.
El tram recte es cobreix amb volta de canó i el semicircular amb volta de forn amb una rosassa.

## Galeria d'imatges

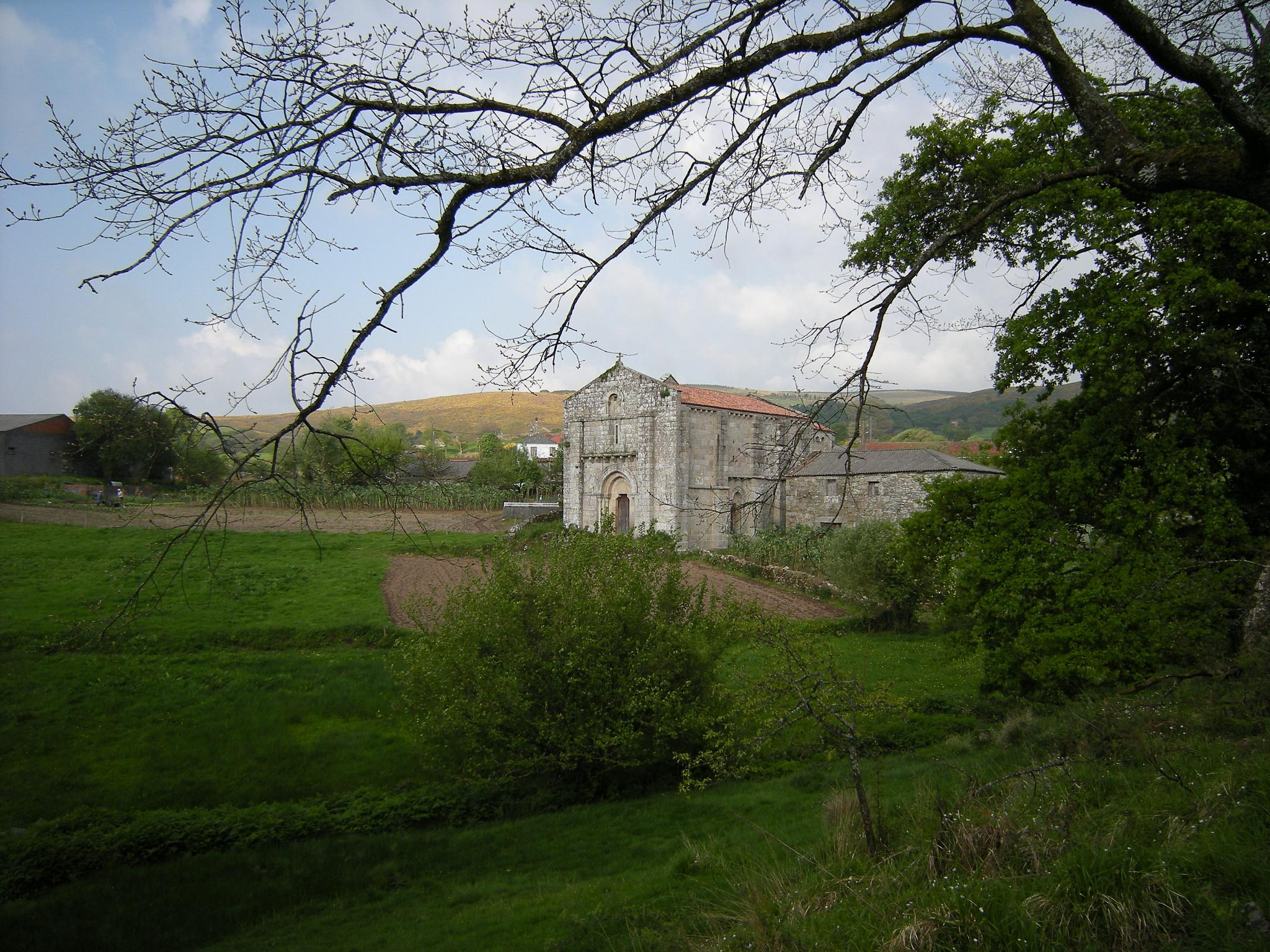
Vista del conjunt des del sud-oest
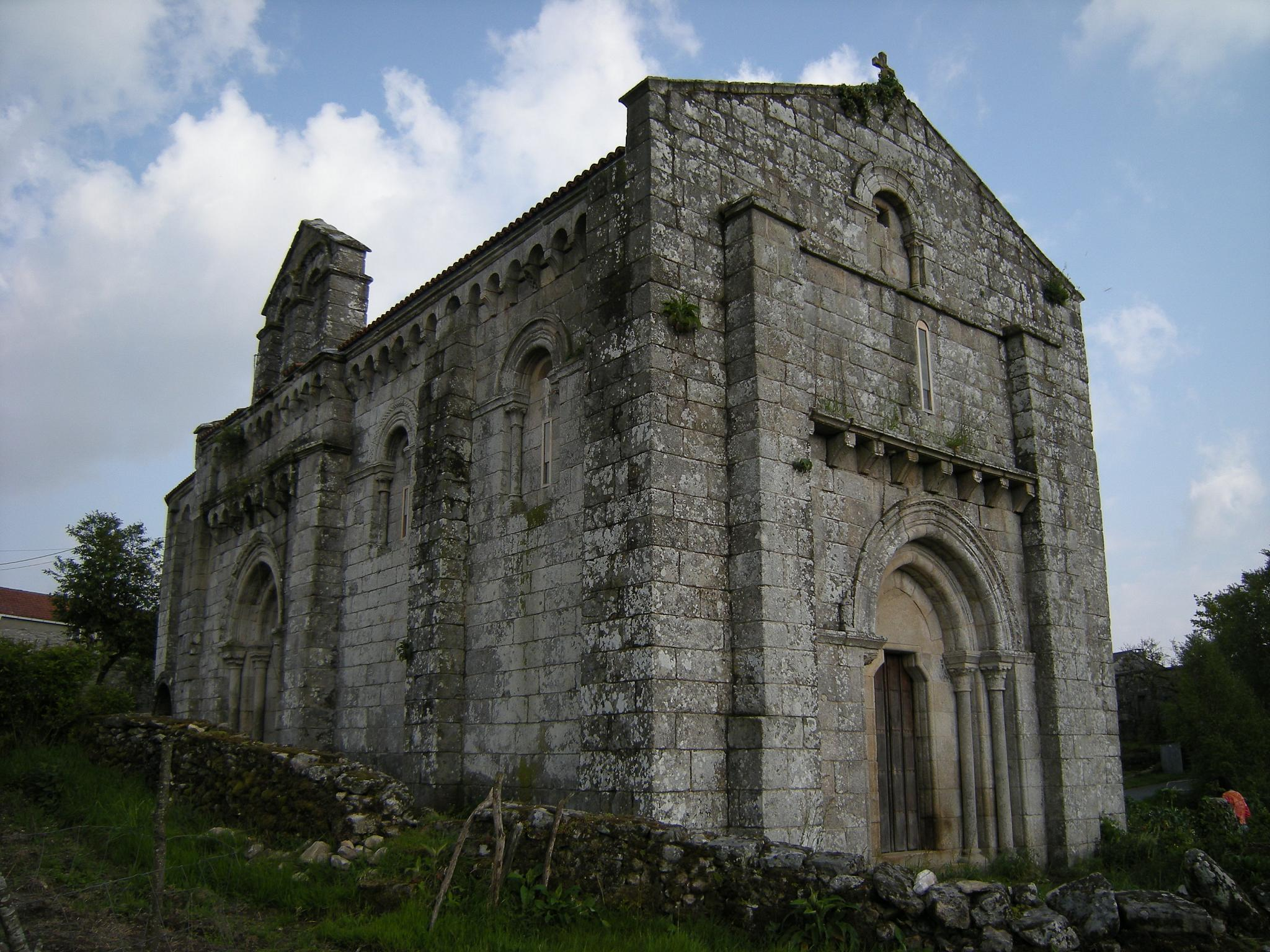
Portada principal
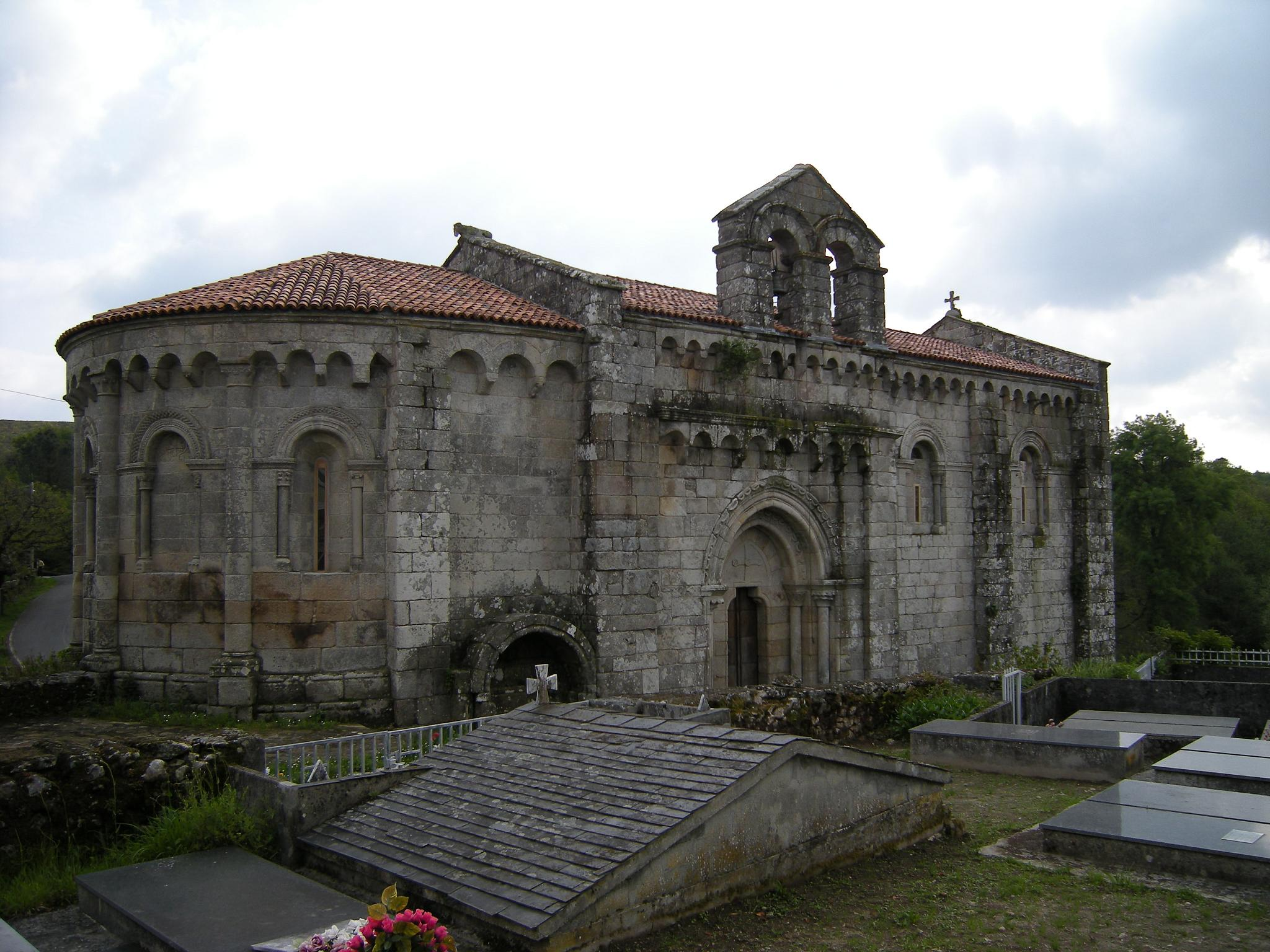
Vista general
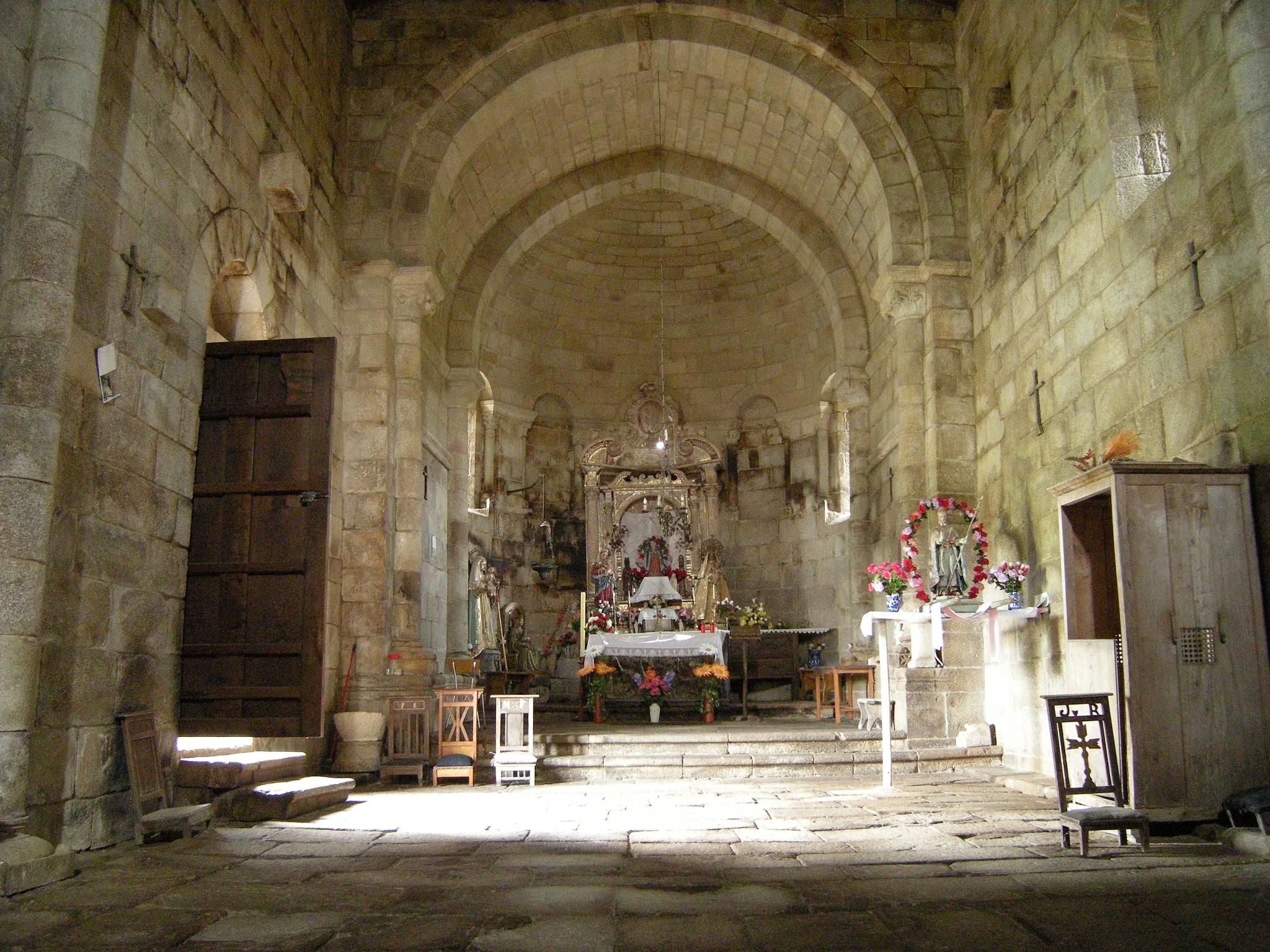
Interior. Vista des del cor